# Wallaye !
Wallaye ! est le cinquième (et dernier, à ce jour) album de la série Kebra de Tramber et Jano, sorti en 1987.